# FK Voždovac Belgrado
El Fudbalski klub Voždovac es un equipo de fútbol de Serbia que juega en la Primera Liga Serbia, la segunda liga de fútbol más importante del país.

## Historia
Fue fundado en el año 1912 en Voždovac, municipio de la capital Belgrado con el nombre FK Dušanovac, y ha utilizado varios nombres en su historia, los cuales han sido:
- 1912 - FK Dušanovac
- 1929 - Voždovački FK
- 1973 - FK Sloboda Beograd desapareció, y sus derechos y propiedades pasaron al Voždovački FK, que cambió de nombre por el de FK Voždovac

Nunca ha sido campeón de la SuperLiga Serbia ni ha ganado el título de Copa y jugó en la Primera Liga de Yugoslavia en 1 ocasión. En el año 2005, el FK Železnik se fusionó dentro del FK Voždovac por problemas financieros y cuentan con un grupo de aficionados conocidos como Invalidi (Inválidos).
A nivel internacional ha participado en 1 torneo continental, en la copa de la UEFA 2004-05, donde fue eliminado en la Segunda ronda clasificatoria por el Steaua Bucarest de Rumania.

## Palmarés
- Serbian Republic League (1): 1963–64
- Serbian League Belgrade (2): 2003–04, 2011–12

## Participación en competiciones de la UEFA
- Copa UEFA: 1 aparición

2005 - Segunda ronda clasificatoria

## Jugadores

### Jugadores destacados
| - Dušan Anđelković - Miloš Kolaković - Slobodan Marković - Aleksandar Pantić - Radovan Radaković | - Dejan Rađenović - Aleksandar Živković - Nemanja Supić - Đorđije Ćetković - Mladen Kašćelan | - Marko Devych - Dušan Đokić - Milutin Šoškić - Predrag Dinčić |